# Цветные звуки
Цветны́е зву́ки — вторая книга цикла, состоящего из четырёх авторских изданий (Песок, Цветные звуки, Зелёная книга, Моя мансарда) художника Алексея Парыгина.

## О книге
Книга Цветные звуки — одно из трёх изданий, которые были созданы художником в 1989 году, в своей мастерской Невский-25 в Ленинграде, на материалах его собственных поэтических текстов 1987-1989 годов. Кроме использования авторских верлибров, всю серию объединяет относительное стилистическое единство дизайна, формат изданий и крайне незначительный тираж.
На международном конкурсе Образ книги 2022 «Цветные звуки» удостоены диплома в номинации Книга художника (Москва, 2022).

### Общее описание
Первые книжки в этом формате, которые совмещают визуальный ряд с авторским поэтическим текстом, написанным белым стихом и верлибром в 1986—1989 годах, я сделал больше тридцати лет назад в Ленинграде, в своей самозахватной мастерской находившейся в обширном мансардном этаже дома 25 по Невскому проспекту, на углу с Казанской улицей. Четыре небольших томика. Вещи эти, изготовленные в форме кодекса, структурно получились относительно традиционными. Три из них появились в 1989 году: «Песок», «Цветные звуки», «Зеленая книга» (указаны в хронологической последовательности). В 1990 году добавилась ещё одна — «Моя мансарда».

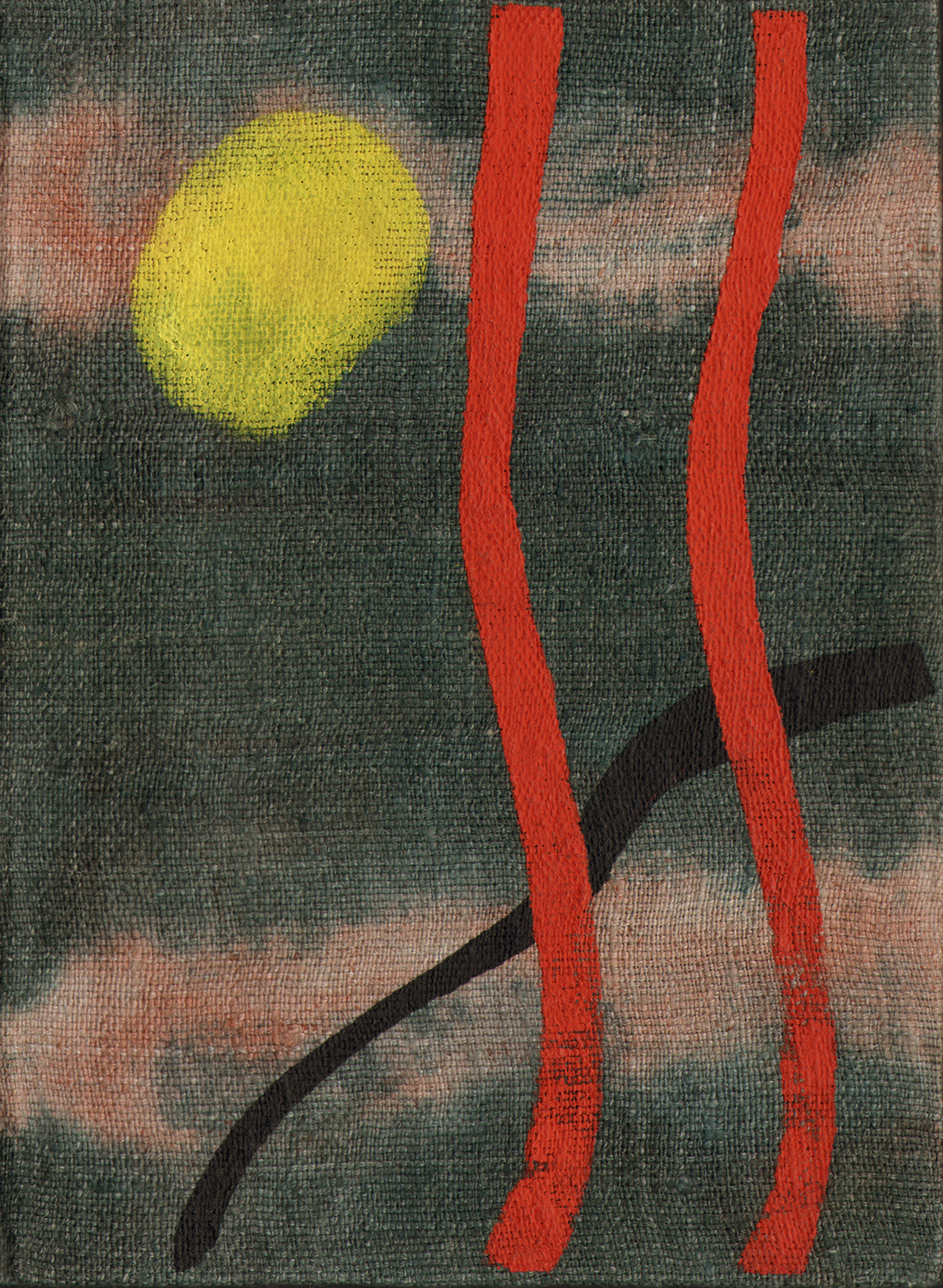
Цветные звуки. Экз. № 3 (обложка). Из коллекции Саксонской земельной библиотеки

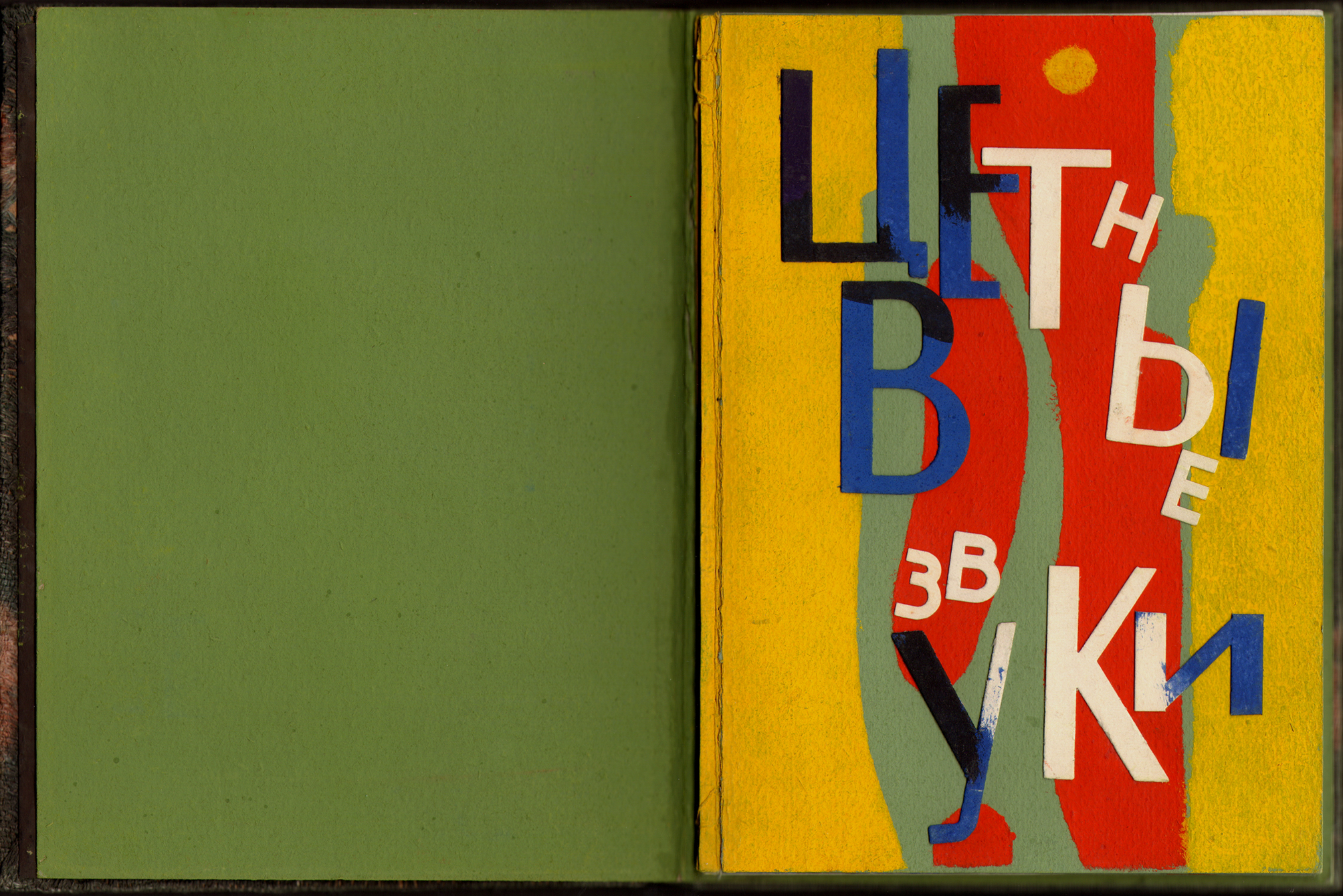
Цветные звуки. Экз. № 2 (разворот с титульным листом)

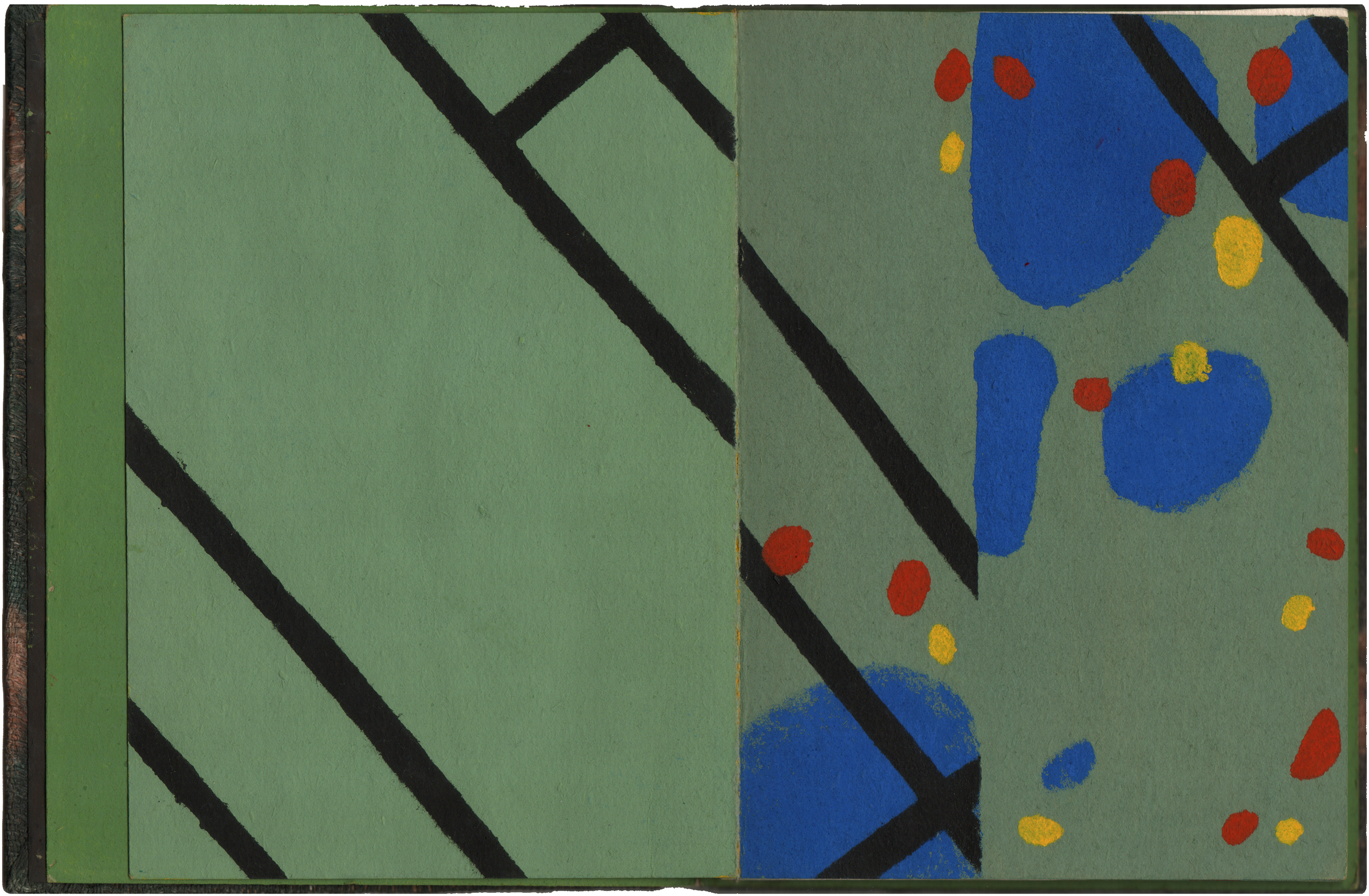
Цветные звуки. Экз. № 2 (разворот 1)

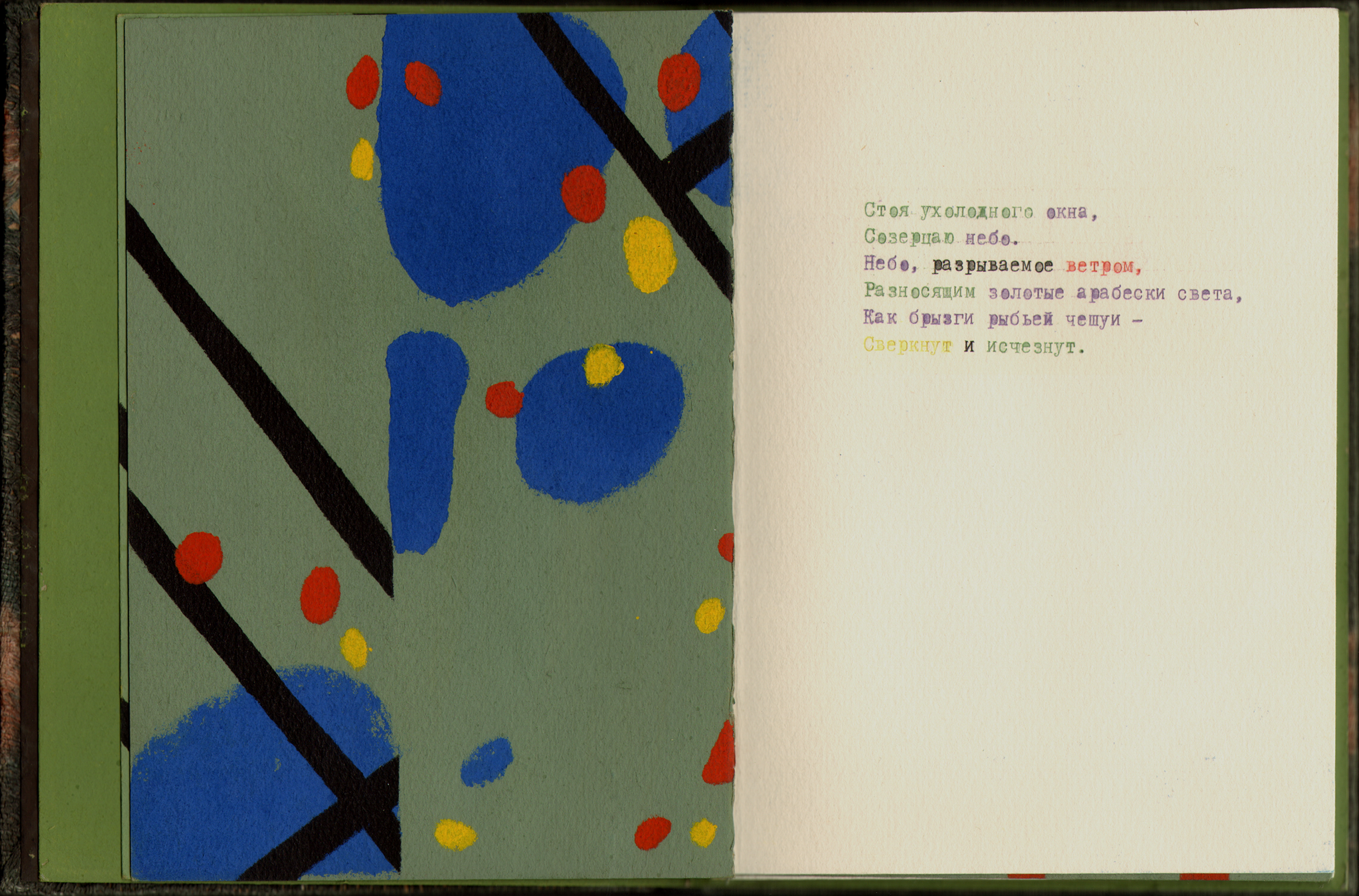
Цветные звуки. Экз. № 2 (разворот 2)

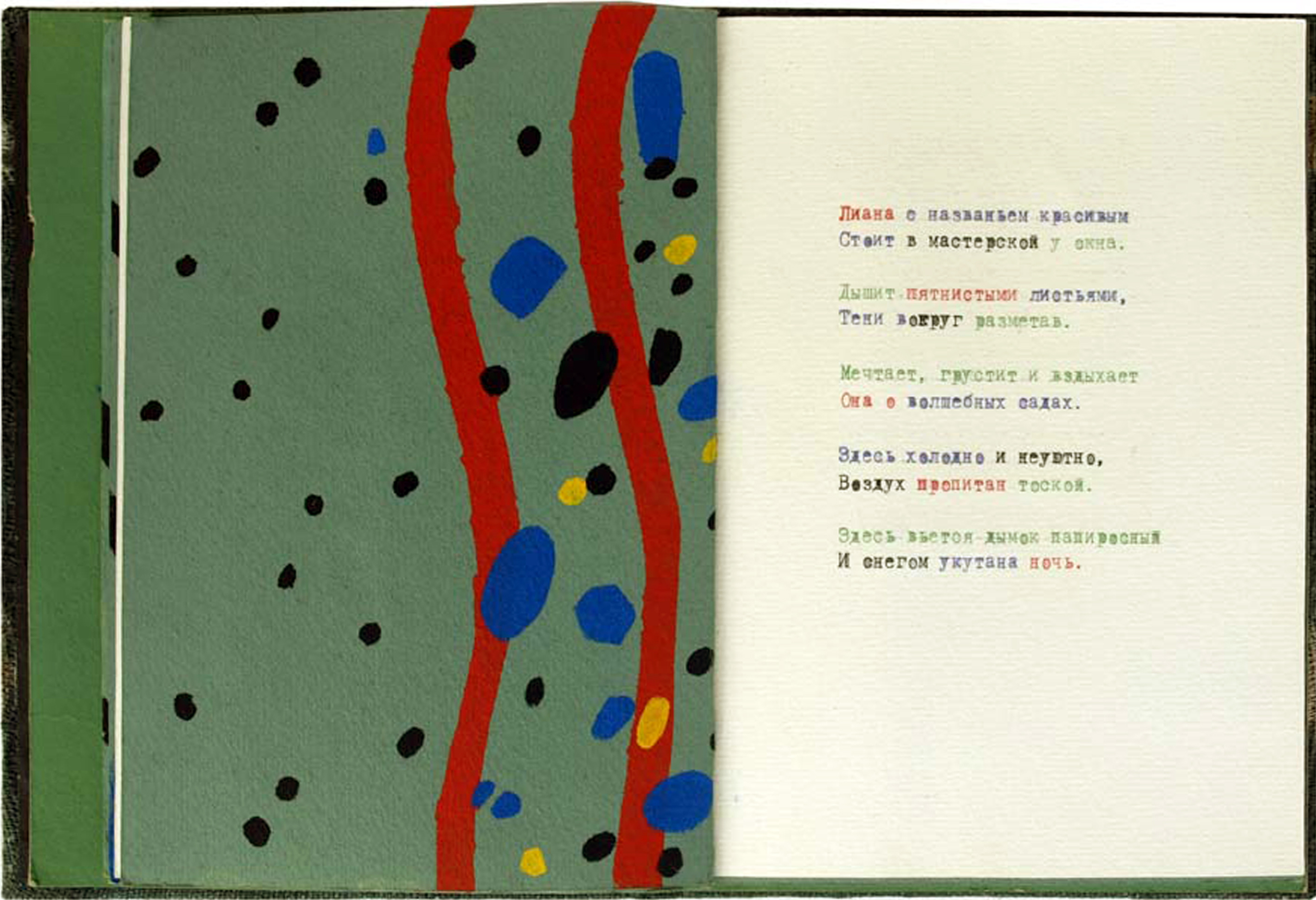
Цветные звуки. Экз. № 4 (разворот 6). Из коллекции Музея ван Аббе

Издание «Цветные звуки» включает в себя пять верлибров. Все тексты были отпечатаны автором на своей пишущей машинке с использованием цветной копировальной бумаги (красным, зелёным, фиолетовым, чёрным и жёлтым тонами), с акцентированием цветом отдельных элементов стихотворений, на бумаге торшон кремового тона. Все экземпляры, кроме № 1 (не сшит), сброшюрованы вручную. Обложка — картон, ткань, горячий батик в три цвета (свето-оранжевый, зелёно-голубой и светло-коричневый) + абстрактная композиция, выполненная темперой по трафаретам (алый, чёрный, жёлтый). Абстрактные узоры на переплёте всех 5 экземпляров имеют некоторые различия. Титульный лист — ручной трафарет (жёлтым и красным) по зелёно-голубой бумаге ручного тонирования. Название выполнено вырезанными из картона и подкрашенными цветной гуашью буквами. Фронтиспис – композиция, отпечатанная трафаретами в четыре цвета (синий, чёрный, алый, жёлтый) по зелёно-голубой бумаге ручного тонирования. Иллюстрации — пять полосных композиций, отпечатанных трафаретами в три — четыре цвета (синий, чёрный, алый, жёлтый), по зелёно-голубой бумаге ручного тонирования, с обеих сторон листа.

Каждый цвет придает определенным элементам текста свой акцент. <...> Основной идеей его первых книг художника было убеждение Парыгина, что книги художника должны основываться не столько на невербальном начале, сколько на пластическом языке. Сюжет книги художника передается не столько словесными смысловыми значениями (которые даже могут и не присутствовать), сколько эмоционально пережитым опытом последовательного визуального восприятия.
Оригинальный текст (нем.)Jede Farbe verleiht bestimmten Elementen im Text einen eigenen Akzent. <...> Die Grundidee fürseine ersten Künstlerbücher war Parygins Überzeugung, dass Künstlerbücher eine plastische Sprache auf non-verbaler Ebene enthalten sollten. Der Gegenstand eines Künstlerbuches wird nicht so sehr durch die semantische Bedeutung der Wörter (die auch nicht vorhanden sein brauchen) übertragen, sondern durch die emotionale Erfahrung aus einer Reihe von konsistenten Beobachtungen.

...титульный разворот КХ «Цветные звуки» <...> название выполнено вырезанными из картона и подкрашенными цветной гуашью буквами — композиция формируется на базе смыслового и изобразительного элементов иллюстративного листа. Восприятие акцентируется поиском смысловой середины с помощью эстетической, семантической, эмоциональной наполненности. Иконический знак — разноформатные буквы, формирующие словосочетание названия книги, выполненные высоким шрифтом и разным цветом, стекающие по условной реке словосложения — предтечи книгоизложения, отсылающие к развернутому под прямым углом нотному стану, и желтой точкой, как скрипичным ключом, держащей текучий знак — признаки движения, выявляющие общую композиционную и смысловую значимость, а также цельность, сплоченность элементов визуального сюжета.

Листы графических «звуков» чередуются со стихотворными, напечатанными на соседних страницах (обороты страниц оставлены пустыми). Визуальные элементы работают как самостоятельный «текст», который определенно рождает ассоциации между цветом и звуком, тема с которой авангард начала двадцатого века также экспериментировал не только в живописи, но и в музыке. Таким образом, цвет является не только декоративным элементом, но и обеспечивает основной «звук» книги, обогащает вариативностью смысловых слоёв.
Оригинальный текст (англ.)A sheet of graphic ‘sounds’ alternates with a poem printed on recto (the sheets’ versos remain blank). The visual elements work as an independent ‘text’ that prompts certain analogies between colour and sound, with which the early twentieth-century avant-garde also experimented, not only in painting, but also in music. Thus, colour is not only a decorative element but it also provides the main ‘sound’ of the book and adds different layers of meaning.
Все работы, от макета до тиража, исполнены автором.
Твёрдый переплёт, без пагинации (24 страницы). Тираж — 5 нумерованных экземпляров. Размер: 209 × 152 × 15 мм (в сложенном виде); 209 × 315 мм (книжный разворот). Вес одного экземпляра — 233 гр.

### Местонахождение экземпляров
- Экземпляр № 1 — коллекция книг художника Тимофея Маркова, СПб..
- Экземпляр № 2 — в собственности автора, СПб..
- Экземпляр № 3 — приобретён Саксонской земельной библиотекой. Фонд Книг художника (Дрезден. Германия). Signatur: 2007 8 029473; Barcode: 31480781[10]
- Экземпляр № 4 — приобретён через галерею Борей в частную «LS» коллекцию Albert Lemmens & Serge Stommels (Nijmegen, Netherland). Впоследствии стал частью коллекции Музея ван Аббе. LS (Альберт Лемменс & Серж Стоммелс) коллекция русской Книги художника Эйндховен (Нидерланды). № 8820.[11][12]
- Экземпляр № 5 — местонахождение не установлено. Предположительно — коллекция Дитера Кульмана (Берлин. Германия).

## Выставки

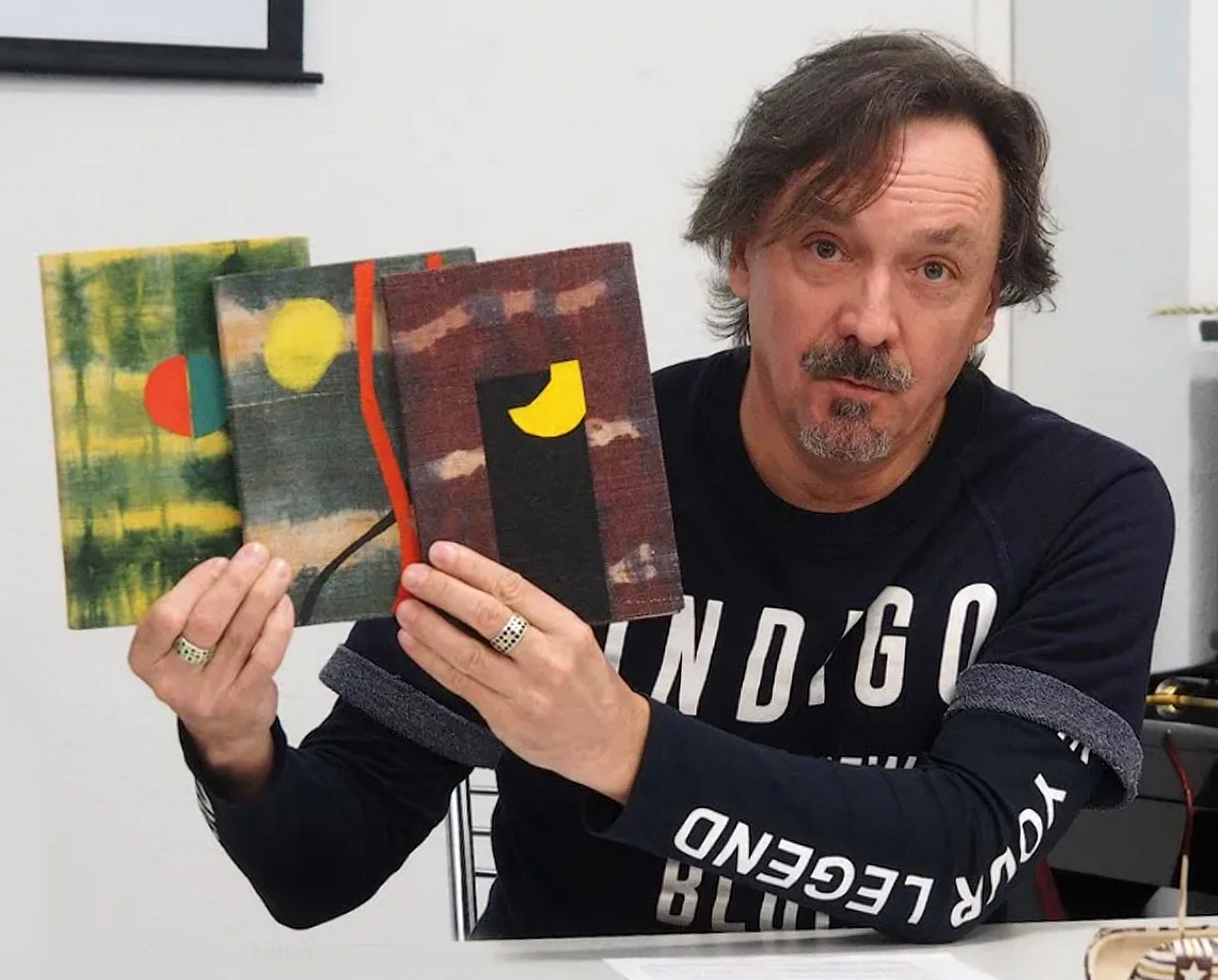
А. Парыгин на круглом столе "Книга художника и livre d'artiste" в БКГ. СПб. 14.01.2023. Фото — В. Михайлуцы.

- Писатели — художники. Пером и кистью. — Музей-усадьба Державина. (Западный корпус, 3-й этаж). Санкт-Петербург. 23 января — 27 февраля 2025[13].
- Современная книга художника. — Отдел эстампов и фотографий РНБ. Санкт-Петербург. 4 декабря 2023 — 28 февраля 2024[14][15][16][17].
- Die Verwandlung. 25 Jahre russische Künstlerbücher. — Государственная и университетская библиотека им. Карла фон Осецкого. Гамбург. 13 декабря 2013 — 2 марта 2014; Университетская библиотека Киля. Киль. 14 марта — 27 апреля 2014.; Музей ван Аббе. Эйндховен. 31 мая — 31 июля 2014.
- Музей «Книга художника». — Музей современного искусства Эрарта. Санкт-Петербург. 09 июня — 09 июля 2011.
- Фестиваль независимого искусства. — ЦВЗ Манеж. Санкт-Петербург. 6 — 20 ноября 2004.

### Статьи
- Парыгин А. Б. От художника про книгу художника // Сборник материалов двенадцатой научно-практической конференции / под ред. А. К. Кононова. — «Трауготовские чтения 2023». — СПб.: БКГ, 2024. — 424 с., ил. — С. 328—333. ISBN 978-5-907889-07-1
- Павловский А. С. Конструирование себя: о первых книгах Алексея Парыгина // Сборник материалов двенадцатой научно-практической конференции «Трауготовские чтения 2022» / под ред. А. К. Кононова. — СПб.: БКГ, 2023. — 360 с. — С. 153-160. ISBN 978-5-6049512-9-3[18]
- Парыгин А. Б. Мои ранние авторские книги. — Петербургские искусствоведческие тетради, выпуск 67, СПб.: АИС, 2021. — С. 232-241. ISBN 978-5-906442-31-4
- Кошкина О. Ю. Особенности языка графики Алексея Парыгина — семиотический аспект // Сборник материалов десятой научно-практической конференции «Трауготовские чтения 2020». — СПб., 2021. — 304 с. — С. 149-165.[19]
- Погарский М. Книга художника [х]. Том I. Теория (264 с.); Том II. История (180 с.); Том III. Практика (290 с). — М.: Треугольное колесо — 2021. ISBN 978-5-9906919-6-4
- Парыгин А. Б. Про искусство (в ритме автобиографии) // Петербургские искусствоведческие тетради, выпуск 58, СПб.: АИС, 2020. — С. 223-252
- Grigoryants El. Absorbing the Futurist heritage: Vasily Vlasov and Alexey Parygin / The Futurist Tradition in Contemporary Russian Artists’ Books // International Yearbook of Futurism Studies / Special Issue on Russian Futurism. Ed. by Günter Berghaus. — Berlin & Boston: Walter de Gruyter. Vol. 9 — 2019, 520 p. Р. 269–296. (англ.) ISBN 978-3-11-064623-8[20][21]
- Парыгин А. Б. Книга художника как форма искусства // «Искусство печатной графики: история и современность». В сб. н. статей по материалам научной конференции Четвертые казанские искусствоведческие чтения 19-20 ноября 2015. — Казань: ГМИИ РТ, 2015. — С. 75-78, ил.
- Григорьянц Е. И. Искусство книги и книга в искусстве // Первая Балтийская биеннале искусства книги: каталог выставки. — СПб., 2014. — С. 6-9.
- Григорьянц Е. И. Образ текста в современной петербургской «книге художника» и livre d`artiste // Печать и слово Санкт-Петербурга: Сборник научных трудов. Ч.1 — СПб., 2014.
- Григорьянц Е. И. «Автографическая книга» в рамках направления «Artists book» («книга художника» // XX век. Две России — одна культура: Сборник научных трудов по материалам 14 Смирдинских чтений. — СПб., 2006.
- Григорьянц Е. И. Диалоги культур в современной петербургской книге художника // Книжная культура Петербурга: Сборник научных трудов по материалам 13 Смирдинских чтений. — СПб.: СПбГИК, 2004.
- Книги и стихи из сквота: Алексей Парыгин и другие // АКТ Литературный самиздат. Выпуск 15. СПб., август-ноябрь, 2004. — С. 21-22.
- Григорьянц Е. И. «Книга художника» в современном петербургском искусстве // Актуальные проблемы теории и истории библиофильства: Материалы 8 международной научной конференции. — СПб., 2001 — С. 124–128.

### Каталоги выставок
- Die Verwandlung. 25 Jahre russische Künstlerbücher 1989-2013. LS collection Van Abbemuseum Eindhoven (каталог выставки). Авт. вст. ст.: Antje Theise, Klara Erdei, Diana Franssen. Eindhoven, 2013. — 120 с., цв. ил. — С. 16-17. (нем.)[22]. ISBN 978-90-79393-11-4
- Музей «Книга художника» (каталог выставки в музее Эрарта. СПб.). Авт. вст. ст.: М. Погарский, М. Карасик, Климова Е. Д., Ю. Самодуров. СПб.. 2011. — 200 с., цв. ил. — С. 38.